# Hexdump

Risultato di hexdump eseguito sulla favicon di Wikipedia

Il comando hexdump permette di visualizzare il contenuto di un file binario in un formato esadecimale. Il suo funzionamento è simile al comando od, presente in POSIX e incluso nelle GNU Core Utilities. Un altro software che presenta funzionalità analoghe è xxd.